# Gulschat Irschatowna Gainetdinowa
Gulschat Irschatowna Gainetdinowa (russisch Гульшат Иршатовна Гайнетдинова, geborene Faslitdinowa [Фазлитдинова], international nach englischer Transkription Gulshat Gaynetdinova beziehungsweise Fazlitdinova; * 28. August 1992) ist eine russische Mittel- und Langstreckenläuferin.

## Karriere
Gulschat Gainetdinowa gelangen bisher ein nationaler sowie drei internationale Erfolge.
So konnte sich Gainetdinowa 2011 im 3000-m-Hindernislauf der Junioreneuropameisterschaften in Tallinn, Estland, mit 9:56,98 min zwischen der erstplatzierten Deutschen Gesa Felicitas Krause (9:51,08 min) und der Dritten Elena Pănăeţ aus Rumänien (10:17,37 min) auf dem Silberrang positionieren. 2013 siegte Gainetdinowa zunächst bei den Russischen Meisterschaften in Moskau, als sie die 10.000 m in 32:01,83 min zurücklegte, ehe sie nur rund einen Monat später bei den U23-Europameisterschaften im finnischen Tampere über die gleiche Distanz in 32:53,93 min erneut siegreich war und sowohl die Ukrainerin Wiktorija Chapilina (33:56,85 min) wie auch die Griechin Anastasia Karakatsani (33:57,74 min) hinter sich ließ.
2015 gewann Gainetdinowa in Gwangju, Südkorea, die Silbermedaille bei der Sommer-Universiade – sie lief die 10.000-m-Strecke in 32:55,35 min.